# Трес Корасойнс
Трес Корасойнс (на португалски: Três Corações, букв. Три сърца) е град в Югоизточна Бразилия, щат Минас Жерайс. Намира се на 30 km югоизточно от Варжиня. Населението му е около 75 800 души (2009).

## Личности
В Трес Корасойнс е роден футболистът Пеле (1940 – 2022).